# Sacra Famiglia con i santi Elisabetta e Giovannino (Correggio Pavia)
La Sacra Famiglia con i santi Elisabetta e Giovannino è un dipinto a olio su tavola (28x21,5 cm) attribuita al Correggio, databile al 1510 circa e conservato nella Pinacoteca Malaspina di Pavia.

## Descrizione e stile
L'opera fu attribuita al Correggio da Giovanni Morelli nel 1880. Prima di giungere alla Pinacoteca apparteneva al marchese Luigi Malaspina ma era registrata nel suo testamento del 1833 come opera del pittore bolognese Francesco Francia. Grazie all'attribuzione di Morelli, l'opera fu accolta nel catalogo del Correggio dalla maggior parte della critica successiva e venne esposta nella prima grande mostra dedicata all'artista a Parma nel 1884. Tuttavia, in tempi più recenti la critica ha suggerito di espungerla dal catalogo dell'artista considerandola di un anonimo pittore mantovano i cui lavori si raccolgono sotto il nome di "Maestro Orombelli". David Ekserdjian, infine, ha espresso i propri dubbi sull'attribuzione al Correggio.
Effettivamente la qualità del dipinto non è eccelsa e, a meno di non volerlo considerare un lavoro assai giovanile del Correggio, risulta difficile ascriverlo al maestro. I rimandi a opere del Correggio del secondo decennio del Cinquecento, come la figura della Vergine che ricorda da vicino la ben più riuscita Vergine della Madonna col Bambino e san Giovannino di Chicago, contribuiscono a sostanziare l'ipotesi di una paternità diversa da quella del Correggio.
Tuttavia il cattivo stato di conservazione dell'opera impedisce di dare in questo senso alcuna risposta definitiva. Già nel 1901 Gustavo Frizzoni lamentava che la tavola aveva sofferto restauri inappropriati e nel 1914 e nel 1948 il dipinto dovette subire altri due restauri ad opera rispettivamente di Luigi Cavenaghi e Mario Rossi.
La Sacra Famiglia si trova davanti a un parapetto, con il Bambino che si rivolge a san Giovannino, mentre sant'Elisabetta affiora dall'oscurità.